# Urolophus kapalensis
Urolophus kapalensis är en rockeart som beskrevs av Yearsley och Last 2006. Urolophus kapalensis ingår i släktet Urolophus och familjen Urolophidae. IUCN kategoriserar arten globalt som nära hotad. Inga underarter finns listade i Catalogue of Life.

## Bildgalleri

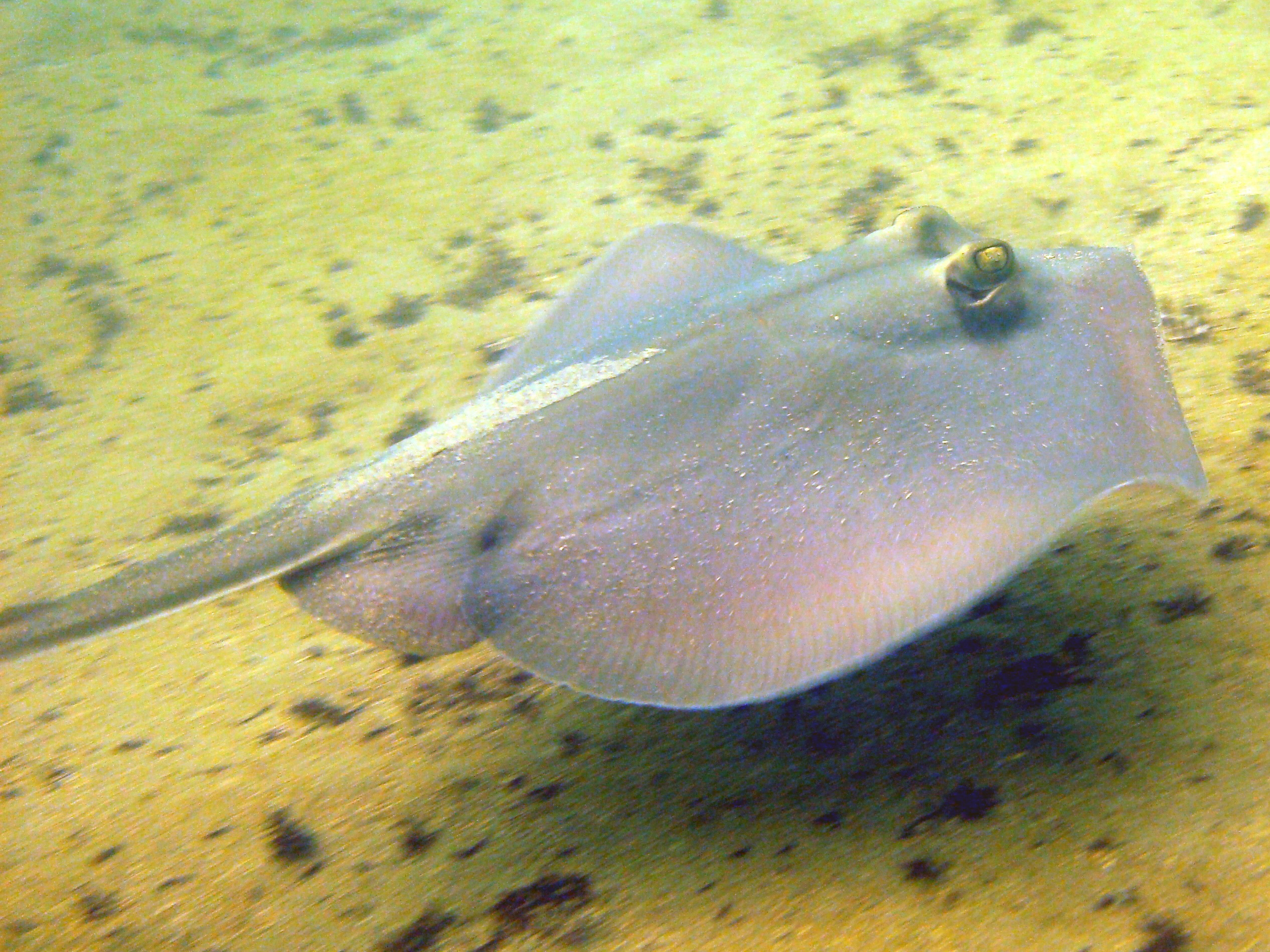